# Stefan Effenberg
Stefan Effenberg (ur. 2 sierpnia 1968 w Hamburgu) – niemiecki piłkarz, który występował na pozycji pomocnika.

## Kariera klubowa
Effenberg treningi rozpoczął w klubie Bramfelder SV. W 1974 przeszedł do juniorskiej Viktorii Hamburg. W 1987 trafił do Borussii Mönchengladbach, grającej w Bundeslidze. W tych rozgrywkach zadebiutował 21 listopada 1987 w wygranym 1:0 spotkaniu z 1. FC Kaiserslautern. 7 maja 1988 w wygranym 4:2 pojedynku z Hannoverem 96 strzelił pierwszego gola w trakcie gry w Bundeslidze. W Borussii spędził 3 lata.
W 1990 odszedł do Bayernu Monachium, również z Bundesligi. Pierwszy ligowy mecz zaliczył tam 11 sierpnia 1990 przeciwko Bayerowi 04 Leverkusen (1:1). W tamtym spotkaniu strzelił także gola. W 1991 wywalczył z zespołem wicemistrzostwo Niemiec. W 1992 wyjechał do Włoch, gdzie został graczem Fiorentiny z Serie A. W 1993 spadł z nią do Serie B. W barwach Fiorentiny występował jeszcze przez rok.
W 1994 powrócił do Borussii Mönchengladbach, nadal występującej w Bundeslidze. W 1995 zdobył z nią Puchar Niemiec. Tym razem spędził tam 4 lata. W 1998 po raz drugi w karierze został zawodnikiem Bayernu Monachium. Tam również występował przez 4 lata. W tym czasie zdobył z zespołem 3 mistrzostwa Niemiec (1999, 2000, 2001), 3 Puchary Ligi Niemieckiej (1998, 1999, 2000), Puchar Niemiec (2000), Ligę Mistrzów (2001) oraz Puchar Interkontynentalny (2001). W 2001 został także wybrany Piłkarzem Roku według UEFA.
W 2002 odszedł do VfL Wolfsburg (Bundesliga). Po roku przeniósł się do katarskiego Al-Arabi, gdzie w 2004 zakończył karierę.

## Kariera reprezentacyjna
W latach 1988–1990 Effenberg rozegrał 5 spotkań i zdobył 1 bramkę w reprezentacji RFN U-21. W seniorskiej kadrze Niemiec zadebiutował 5 czerwca 1991 w przegranym 0:1 meczu eliminacji Mistrzostwa Europy 1992 z Walią. W 1992 znalazł się w kadrze na Mistrzostwa Europy. Zagrał na nich w meczach ze Wspólnotą Niepodległych Państw (1:1), Szkocją (2:0), Holandią (1:3), Szwecją (3:2) oraz z Danią (0:2). W pojedynku ze Szkocją strzelił także gola, który był jego pierwszym w drużynie narodowej. Tamten turniej Niemcy zakończyli na 2. miejscu.
W 1994 został powołany do kadry na Mistrzostwa Świata. Wystąpił na nich w spotkaniach z Boliwią (1:0), Hiszpanią (1:1) oraz z Koreą Południową (3:2). Z tamtego mundialu Niemcy odpadli w ćwierćfinale. W meczu tamtego turnieju z Koreą Południową Effenberg schodząc z boiska, pokazał kibicom środkowy palec. Trener reprezentacji, Berti Vogts zapowiedział, że Effenberg już nigdy nie zagra w kadrze, jednak w 1998 ponownie został do niej powołany. W latach 1991–1998 w drużynie narodowej rozegrał w sumie 35 spotkań i zdobył 5 bramek.